# Hrvatski Nogometni Klub Rijeka 2013-2014
Questa voce raccoglie le informazioni riguardanti il Hrvatski Nogometni Klub Rijeka nelle competizioni ufficiali della stagione 2013-2014.

## Stagione
In campionato il Rijeka si classificò al secondo posto a 11 punti dalla Dinamo campione. In compenso vinse la Coppa di Croazia battendo la Dinamo in finale. In Europa League riuscì a qualificarsi alla fase a gironi, dove affrontò Vitória de Guimarães, Real Betis e Olympique Lione, non riuscendo ad accedere ai sedicesimi di finale.

## Rosa
| N. |                                 | Ruolo | Calciatore       |
| -- | ------------------------------- | ----- | ---------------- |
| 5  | Croazia (bandiera)              | D     | Dario Knežević   |
| 7  | Bosnia ed Erzegovina (bandiera) | C     | Mehmed Alispahić |
| 8  | Croazia (bandiera)              | A     | Goran Mujanović  |
| 10 | Croazia (bandiera)              | C     | Anas Sharbini    |
| 11 | Croazia (bandiera)              | D     | Ivan Tomečak     |
| 12 | Croazia (bandiera)              | P     | Dino Raspor      |
| 13 | Croazia (bandiera)              | D     | Marko Lešković   |
| 14 | Croazia (bandiera)              | D     | Ivan Boras       |
| 15 | Croazia (bandiera)              | D     | Matej Mitrović   |
| 16 | Croazia (bandiera)              | C     | Ivan Močinić     |
| 17 | Nigeria (bandiera)              | A     | Goodness Ajayi   |
| 20 | Bosnia ed Erzegovina (bandiera) | C     | Zoran Kvržić     |
| 21 | Bosnia ed Erzegovina (bandiera) | C     | Damir Zlomislić  |

| N. |                    | Ruolo | Calciatore      |
| -- | ------------------ | ----- | --------------- |
| 22 | Austria (bandiera) | D     | Marin Leovac    |
| 23 | Croazia (bandiera) | D     | Luka Marić      |
| 24 | Croazia (bandiera) | D     | Mateo Bertoša   |
| 25 | Croazia (bandiera) | P     | Ivan Vargić     |
| 26 | Croazia (bandiera) | C     | Mate Maleš      |
| 27 | Croazia (bandiera) | C     | Nikola Pokrivač |
| 29 | Croazia (bandiera) | C     | Domagoj Pušić   |
| 30 | Croazia (bandiera) | C     | Josip Brezovec  |
| 32 | Croazia (bandiera) | P     | Andrej Prskalo  |
| 88 | Brasile (bandiera) | C     | Moisés          |
| 89 | Croazia (bandiera) | C     | Vedran Jugović  |
| 91 | Croazia (bandiera) | A     | Andrej Kramarić |
| 99 | Croazia (bandiera) | A     | Ivan Krstanović |

## Risultati

### Prva HNL
| Arbitro: | Bruno Marić (Daruvar) |

|                            |           |  |
| Tomečak 16’ Benko 39’, 67’ | Marcatori |  |

| Arbitro: | Domagoj Ljubičić (Osijek) |

|             |           |            |
| Maglica 28’ | Marcatori | 79’ Kvržić |

| Fiume 28 luglio 2013, ore 19:00 CEST (UTC+2) 3ª giornata | Rijeka                     | 0 – 0 referto | Dinamo Zagabria | Stadio Cantrida (10 000 spett.)\| Arbitro: \| Zlatko Šimčić (Koprivnica) \| |
| Arbitro:                                                 | Zlatko Šimčić (Koprivnica) |               |                 |                                                                             |

| Arbitro: | Ante Vučemilović-Šimunović (Osijek) |

|             |           |                        |
| Ivančić 57’ | Marcatori | 29’ Lešković 83’ Benko |

| Arbitro: | Duje Strukan (Spalato) |

|                                                |           |           |
| Benko 11’, 58’ Alispahić 20’, 22’ Pokrivač 89’ | Marcatori | 84’ Lulić |

| Arbitro: | Mario Zebec (Cestica) |

|           |           |                  |
| Benko 30’ | Marcatori | 16’ (rig.) Bilić |

| Arbitro: | Tihomir Pejin (Donji Miholjac) |

|  |           |                            |
|  | Marcatori | 22’ Mujanović 76’ Pokrivač |

| Arbitro: | Ante Vučemilović-Šimunović (Osijek) |

|            |           |              |
| Kvržić 73’ | Marcatori | 41’ Trebotić |

| Arbitro: | Duje Strukan (Spalato) |

|  |           |              |
|  | Marcatori | 14’ Kramarić |

| Arbitro: | Marko Matoc (Zaprešić) |

|                         |           |                                     |
| Franjić 41’ Križman 48’ | Marcatori | 22’ Benko 78’ Kvržić 83’ Krstanović |

| Arbitro: | Ante Vučemilović-Šimunović (Osijek) |

|           |           |             |
| Benko 25’ | Marcatori | 58’ Kouassi |

| Arbitro: | Tihomir Pejin (Donji Miholjac) |

|               |           |  |
| Soudani 90+3’ | Marcatori |  |

| Arbitro: | Dalibor Mlakar (Zagabria) |

|                                    |           |  |
| Benko 53’ (rig.), 87’ Kramarić 60’ | Marcatori |  |

| Arbitro: | Mario Zebec (Cestica) |

|               |           |                                     |
| Novaković 65’ | Marcatori | 29’ Kvržić 64’ Kramarić 79’ Močinić |

| Arbitro: | Igor Križarić (Čakovec) |

|             |           |  |
| Glavina 65’ | Marcatori |  |

| Arbitro: | Mario Zebec (Cestica) |

|                |           |                   |
| Benko 41’, 85’ | Marcatori | 64’ Rak 31’ Matoš |

| Arbitro: | Igor Križarić (Čakovec) |

|                |           |  |
| Benko 73’, 80’ | Marcatori |  |

| Arbitro: | Danijel Trampus (Osijek) |

|                      |           |                                   |
| Kramarić 4’, 7’, 84’ | Marcatori | 6’ Batarelo 24’ Franjić 83’ Babić |

| Arbitro: | Fran Jović (Zagabria) |

|                                         |           |                       |
| Bradarić 76’ (rig.) Maloča 90+1’ (rig.) | Marcatori | 7’ Benko 41’ Kramarić |

| Arbitro: | Domagoj Ljubičić (Osijek) |

|  |           |                         |
|  | Marcatori | 36’ Kvržić 63’ Kramarić |

| Arbitro: | Damir Batinić (Osijek) |

|                    |           |  |
| Hrgović 65’ (rig.) | Marcatori |  |

| Arbitro: | Dalibor Mlakar (Zagabria) |

|                  |           |  |
| Benko 36’ (rig.) | Marcatori |  |

| Arbitro: | Zlatko Šimčić (Koprivnica) |

|                                  |           |                    |
| Sharbini 13’ Kramarić 55’ (rig.) | Marcatori | 63’, 65’ Halilović |

| Arbitro: | Bruno Marić (Daruvar) |

|                                                      |           |          |
| Sharbini 13’ Kramarić 49’, 78’ Krstanović 85’ (rig.) | Marcatori | 51’ Roce |

| Arbitro: | Domagoj Ljubičić (Osijek) |

|  |           |                         |
|  | Marcatori | 15’ Moisés 17’ Kramarić |

| Arbitro: | Mario Zebec (Cestica) |

|                                        |           |                  |
| Sharbini 19’ Kramarić 52’ Brezovec 80’ | Marcatori | 35’, 36’ Budimir |

| Arbitro: | Igor Pristovnik (Zagabria) |

|  |           |                                                       |
|  | Marcatori | 57’ (rig.) Krstanović 80’ Močinić 90’ (rig.) Kramarić |

| Arbitro: | Igor Križarić (Čakovec) |

|  |           |                       |
|  | Marcatori | 40’ (rig.) Krstanović |

| Arbitro: | Marijo Strahonja (Zagabria) |

|                                                     |           |             |
| Krstanović 13’ (rig.), 53’ (rig.) Sharbini 69’, 86’ | Marcatori | 28’ Pašalić |

| Arbitro: | Ante Vučemilović-Šimunović (Osijek) |

|                                          |           |  |
| Ademi 7’ Pivarić 12’ Čop 19’ Šimunić 23’ | Marcatori |  |

| Arbitro: | Igor Križarić (Čakovec) |

|                                               |           |  |
| Krstanović 17’ (rig.) Jugović 26’ Tomečak 71’ | Marcatori |  |

| Arbitro: | Ante Vučemilović-Šimunović (Osijek) |

|                        |           |  |
| Barišić 29’ Jonjić 77’ | Marcatori |  |

| Arbitro: | Zlatko Šimčić (Koprivnica) |

|                     |           |                             |
| Erceg 49’ Bilić 60’ | Marcatori | 20’ Krstanović 34’ Kramarić |

| Arbitro: | Duje Strukan (Spalato) |

|                                                 |           |                |
| Krstanović 19’ (rig.) Kramarić 54’ Lešković 60’ | Marcatori | 68’ Jajčinović |

| Arbitro: | Tihomir Pejin (Donji Miholjac) |

|             |           |                                                           |
| Budimir 19’ | Marcatori | 24’, 35’ (rig.), 90+10’ Krstanović 29’Alispahić 64’ Ajayi |

| Arbitro: | Igor Pristovnik (Zagabria) |

|                       |           |  |
| Krstanović 55’, 90+2’ | Marcatori |  |

Fonte: HRnogomet.com

### Coppa di Croazia
| Arbitro: | Ivo Krečak (Sebenico) |

|                                                                                       |           |  |
| Kramarić 4’, 20’ (rig.), 32’, 51’, 69’, 73’, 80’, 85’ Brezovec 19’ Alispahić 61’, 87’ | Marcatori |  |

| Arbitro: | Dalibor Mlakar (Zagabria) |

|           |           |                                     |
| Bochl 59’ | Marcatori | 66’ Alispahić 76’, 90’ (rig.) Benko |

| Arbitro: | Igor Pristovnik (Zagabria) |

|            |           |  |
| Moisés 82’ | Marcatori |  |

| Arbitro: | Marijo Strahonja (Zagabria) |

|                                   |                      |                                              |
| Dugandžić 55’                     | Marcatori            |                                              |
| Vitaić Škorić Perošević Dugandžić | Tiri di rigore 3 – 4 | Krstanović Brezovec Kramarić Moisés Lešković |

| Arbitro: | Goran Gabrilo (Spalato) |

|                   |           |             |
| Kramarić 58’, 61’ | Marcatori | 8’ Radonjić |

| Arbitro: | Bruno Marić (Daruvar) |

|  |           |                |
|  | Marcatori | 68’ Krstanović |

| Arbitro: | Zlatko Šimčić (Koprivnica) |

|  |           |             |
|  | Marcatori | 39’ Tomečak |

| Arbitro: | Mario Zebec (Cestica) |

|                         |           |  |
| Mitrović 35’ Kvržić 81’ | Marcatori |  |

Fonte: HRnogomet.com

### UEFA Europa League
| Arbitro: | Carlos Gómez |

|                                               |           |  |
| Benko 19’, 23’, 59’ Jugović 67’ Zlomislić 85’ | Marcatori |  |

| Arbitro: | Dimitar Mečkarovski |

|  |           |                                     |
|  | Marcatori | 37’ Močinić 40’ Boras 65’ Mujanović |

| Arbitro: | Marco Fritz |

|                        |           |            |
| Sharbini 3’ Kvržić 59’ | Marcatori | 74’ Majtán |

| Arbitro: | Antonio Damato |

|             |           |              |
| Mihalík 89’ | Marcatori | 50’ Pokrivač |

| Arbitro: | Bas Nijhuis |

|                      |           |              |
| Kvržić 87’ Benko 74’ | Marcatori | 89’ Ibišević |

| Arbitro: | Martin Hansson |

|                              |           |                           |
| Gentner 34’ Marić 75’ (aut.) | Marcatori | 30’ Benko 90+4’ Mujanović |

| Arbitro: | Aleksei Kulbakov |

|                                               |           |  |
| Ba 36’ Plange 48’ Maazou 68’ (rig.) André 81’ | Marcatori |  |

| Arbitro: | Serhiy Boiko |

|           |           |             |
| Benko 10’ | Marcatori | 14’ Cedrick |

| Arbitro: | Artur Dias |

|             |           |  |
| Grenier 65’ | Marcatori |  |

| Arbitro: | Alon Yefet |

|              |           |          |
| Kramarić 21’ | Marcatori | 14’ Pléa |

| Fiume 28 novembre 2013, ore 19:00 CEST (UTC+2) Fase a gironi | Rijeka             | 0 – 0 referto | Vitória Guimarães | Stadio Cantrida (7 138 spett.)\| Arbitro: \| Kristinn Jakobsson \| |
| Arbitro:                                                     | Kristinn Jakobsson |               |                   |                                                                    |

| Siviglia 12 dicembre 2013, ore 21:05 CEST (UTC+2) Fase a gironi | Real Betis     | 0 – 0 referto | Rijeka | Estadio Benito Villamarín (14 556 spett.)\| Arbitro: \| Danny Makkelie \| |
| Arbitro:                                                        | Danny Makkelie |               |        |                                                                           |

Fonte: uefa.com